# Roscoe (Montana)
Roscoe é uma região censitária e comunidade não incorporada no condado de Carbon, estado de Montana, nos Estados Unidos. Segundo o censo efetuado em 2010 essa região censitária tinha 15 habitantes. Roscoe depende do turismo e possui o Grizzly Bar & Grill. Segundo o U.S. Census Bureau possui uma superfície de 0,58 km2, correspondendo a uma densidade populacional de 25,9 habitantes/km2.